# 1338
Năm 1338 (Số La Mã: MCCCXXXVIII) là một năm thường bắt đầu vào thứ năm trong lịch Julius.

## Sinh
- 21 tháng 1 - Charles V của Pháp (mất 1380)
- 3 tháng 2 - Joanna của Bourbon (mất 1378)
- 5 tháng 10 - [[Alexios III của] Trebizond] (mất 1390)
- 29 tháng 11 - Lionel Antwerp, 1 Công tước của Clarence (mất 1368)
- Ngày chưa biết:
  - George de Dunbar, 10 Earl của tháng ba (mất 1420)
  - Muhammed V, Sultan của Granada (mất 1391)
  - Niccolò II d'Este (mất 1388)
  - Thomas de Ros, 5 Baron de Ros (mất 1383)
  - Margaret de Stafford (mất 1396)
  - Tvrtko I của Bosnia (mất 1391)